# Johann Gottfried Burman Becker
Johan Gottfried Burman Becker (26. april 1802 – 6. oktober 1880) var en dansk apoteker, forfatter og samler. Han var far til Gottfried Burman Becker.
Burman Becker blev født i København og var søn af hofapoteker Gottfried Becker (død 1845). Navnet Burman antog han 1825 efter sin morbroders ønske. Efter at være blevet student (1821) og have taget Anden Eksamen studerede han farmaci, til dels under sin faders vejledning, og tog eksamen 1825. Året efter tiltrådte han for yderligere at uddanne sig en udenlandsrejse, på hvilken han især studerede sit fag i Paris, London og Berlin, idet han dog også satte sig ind i de dermed beslægtede videnskaber, f.eks. mineralogien, og greb lejligheden til at gøre sig bekendt med forskellige fabrikker og bjergværker; også apotekerforholdene i udlandet satte han sig nøje ind i. 
I efteråret 1828 kom han tilbage og blev nu antaget af sin fader til medbestyrer af Hofapoteket. 1829 erhvervede han doktorgraden ved universitetet i Jena for en til dette indsendt kemisk afhandling. Han giftede sig derefter 24. november 1830 med Anna Margrethe Baden, født 28. januar 1809, datter af professor Torkel Baden, og, efter at hun var død 30. december 1832, ægtede han 8. november 1835 hendes søster Jacobe Baden, født 29. november 1810 og død 10. marts 1874. 
Fra nytår 1844 udnævntes han til kongelig hof- og rejseapoteker og drev nu apoteket alene, men efter sin faders død afhændede han det 1845; den stigende konkurrence, de stærkt formindskede leverancer til hoffet og endelig Beckers lyst til uafhængighed foranledigede ham til dette skridt. Han kunne nu med så meget desto større iver lægge sig efter den videnskab, som allerede i en årrække havde været hans tilbøjelighed, nemlig historien, og da især studiet af Danmarks fortid og minderne derom. 
Allerede i 1830-32 havde han udgivet 3 hæfter Efterretninger om de gamle Borge i Danmark og Hertugdømmerne og derved givet stødet til undersøgelsen af de fra fortiden levnede ruiner og herregårde; på dette felt udvidede han støt sine kundskaber, og hans undersøgelser omfattede efterhånden alle mindesmærker, som han på sine mangfoldige fodrejser aftegnede; de heraf fremgåede samlinger er særlig værdifulde derved, at meget af det, han på denne måde gjorde til antikvarernes eje, nu er forsvundet. Ved siden heraf beskæftigede han sig med opgaver vedrørende personal- og kulturhistorien, væsentlig fra tiden efter reformationen, og leverede således forskellige bidrag til apotekervæsenets historie. 
Hans levende familieinteresse affødte flere skrifter om den Beckerske og med denne beslægtede familier, deriblandt nogle levnedsbeskrivelser af hans forfædre. Becker, der generelt var hjælpsom over for andre, viste især dette over for dem, der dyrkede hans yndlingsstudier, herunder flere yngre mennesker. 1856 blev han Ridder af Dannebrog.
I 1875 foretog han den sidste af sine mange udenlandsrejser, og i 1879 blev han medlem af Det kongelige danske Selskab for Fædrelandets Historie, men begyndte i sommeren 1880 at skrante, og døde samme år. 
Hans søn, Gottfried Burman Becker, født 19. december 1831, har arvet sin faders historiske interesser og havde i sin stilling som fuldmægtig i Kultusministeriet arbejdet for de historiske mindesmærkers bevaring og fredning; han har udgivet Helgenskrinene i St. Knuds Kirke i Odense (1886). Han døde 7. marts 1894 og er begravet på Garnisons Kirkegård.